# Frederik Frans van Mecklenburg

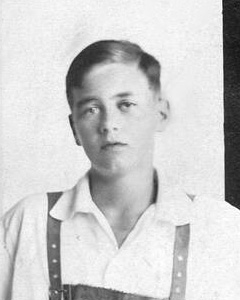
Frederik Frans van Mecklenburg-Schwerin (1925)

Frederik Frans Michael Willem Nicolaas Frans-Jozef Ernst August Hans van Mecklenburg (Schwerin, 22 april 1910 - Hamburg, 31 juli 2001) was erfgroothertog uit het huis Mecklenburg.
Hij was de oudste zoon van de laatste regerende groothertog Frederik Frans IV en Alexandra van Hannover-Cumberland. In mei 1931 werd hij - tegen de zin van zijn vader - lid van de SS. Hij was tijdens de Tweede Wereldoorlog gestationeerd in Denemarken, waar hij werkte als rechterhand van Werner Best, hoofd van de Duitse bezettingsmacht aldaar. In 1941 trouwde hij met Karin Elisabeth von Schaper (1920-2012). Het paar - dat geen kinderen kreeg - scheidde in 1967, maar hertrouwde tien jaar later.
Sinds 1945 was Frederik Frans hoofd van zijn huis. Met het overlijden van zijn jongere broer Christiaan Lodewijk in 1996 was Frederik Frans de laatste mannelijke telg van het groothertogelijk huis. Het chefschap van het huis ging daarna over op de niet-ebenbürtige tak Zu Mecklenburg von Carlow.